# Steve Ambri
Steve Ambri (Mont-Saint-Aignan, 12 de agosto de 1997) es un futbolista francés, nacionalizado bisauguineano, que juega en la demarcación de delantero para el PAC Omonia 29M de la Segunda División de Chipre.

## Selección nacional
Hizo su debut con la selección de fútbol de Guinea-Bisáu en un partido de clasificación para la Copa Mundial de Fútbol de 2022 contra Guinea que finalizó con un resultado de empate a cero.

## Clubes
| Club                      | País      | Año       | Partidos | Goles |
| ------------------------- | --------- | --------- | -------- | ----- |
| ESM Gonfreville           | Francia   | 2015      | 3        | 0     |
| Valenciennes F. C. II     | Francia   | 2015-2020 | 9        | 2     |
| Valenciennes F. C.        | Francia   | 2016-2020 | 69       | 5     |
| F. C. Sochaux-Montbéliard | Francia   | 2020-2022 | 58       | 5     |
| F. C. Sheriff Tiraspol    | Moldavia  | 2022      | 10       | 5     |
| Nîmes Olympique           | Francia   | 2023      | 14       | 0     |
| Jamshedpur F. C.          | India     | 2023-2024 | 9        | 2     |
| Khon Kaen United F. C.    | Tailandia | 2024      | 10       | 1     |
| PAC Omonia 29M            | Chipre    | 2025-     |          |       |